# Kim Hyo-jin (Fußballspieler, 1990)
Kim Hyo-jin (kor. 김효진; * 22. Oktober 1990) ist ein vereinsloser südkoreanischer Fußballspieler.

## Karriere
Kim Hyo-jin erlernte das Fußballspielen in der Jugendmannschaft des brasilianischen Vereins Associação Portuguesa Londrinense sowie in der südkoreanischen Schulmannschaft der Kumho High School und der Universitätsmannschaft der Yonsei University. Seinen ersten Vertrag unterschrieb er 2013 beim Gangwon FC. Das Fußballfranchise aus Gangwon-do spielte in der ersten südkoreanischen Liga, der K League 1. Ende 2013 musste der Klub als Tabellenzwölfter den Weg in die Zweitklassigkeit antreten. Für Gangwon absolvierte er sechs Erstligaspiele. Über die Stationen Yangju Citizen FC und Hwaseong FC wechselte er Mitte 2017 nach Thailand. Hier unterschrieb er einen Vertrag beim Chiangmai FC. Der Verein aus Chiangmai spielte in der zweiten Liga, der Thai League 2. Im Dezember 2017 unterschrieb er einen Vertrag beim Erstligisten Bangkok Glass. Dieser Vertrag wurde im Februar 2018 wieder aufgelöst. Im Anschluss kehrte er in seine Heimat zurück und schloss sich vier Monate dem Chuncheon FC an. Mitte 2018 kam er wieder nach Thailand, wo ihn der Zweitligist Kasetsart FC aus Bangkok für den Rest des Jahres verpflichtete. 2019 spielte er in seiner Heimat für Paju Citizen FC. Mit dem Verein aus Paju spielte er in der vierten Liga, der K4 League. Anfang 2020 unterschrieb er einen Vertrag bei Chao Pak Kei in Macau. Mit dem Klub spielte er in der ersten Liga, der Liga de Elite. Der südkoreanische Viertligist Siheung City FC nahm ihn dann ab Juli 2020 bis Jahresende unter Vertrag. Seitdem ist Hyo-jin ohne neuen Verein.